# جیمنا لیندو
جیمنا لیندو (انگلیسی: Jimena Lindo؛ زادهٔ ۹ دسامبر ۱۹۷۶) بازیگر اهل پرو است.